# Coatzacoalcos
Coatzacoalcos, nommée également Koatzakwalko en nahuatl, Niniashi en zapotèque ou Puertu en popoluca, est une ville mexicaine de l'État de Veracruz, au sud-est de sa capitale Xalapa, dans la baie de Campêche. Elle est le chef-lieu de la municipalité de Coatzacoalcos, qui porte donc le même nom. Son aire urbaine, assez étendue, comprend également la ville limitrophe de Allende. La ville et sa municipalité éponyme font également partie de « Zona metropolitana de Coatzacoalcos », avec deux autre municipalités plus au sud. Elle est également le siège du diocèse de Coatzacoalcos.

## Toponymie
Son nom provient de la langue amérindienne nahuatl, avec le mot « coatl », qui désigne un serpent, et le mot tzacualli, qui désigne une « pyramide, une enceinte, ou un sanctuaire.

## Géographie
La ville est localisée dans les confins sud-est de l'État de Veracruz, au fond du golfe du Mexique, près de la frontière avec l'État de Tabasco, dont la baie de Campêche est une subdivision géographique locale. Elle est située sur le littoral, cernée entre la mer au nord, le fleuve Coatzacoalcos à l'est, et l'un de ses affluents au sud. Cette situation sur l'embouchure d'un fleuve côtier régionalement important en fait un port naturel. La ville d'Allende se situe juste en face sur la rive orientale. L'altitude moyenne est de trois mètres.
La ville portuaire et industrielle de Coatzacoalcos est la porte d'entrée de l'isthme de Tehuantepec, point de resserrement des terres entre le golfe du Mexique puis l'océan Atlantique au nord, et la façade maritime de l'océan Pacifique au sud. La ville portuaire et industrielle de Salina Cruz, dans l'État de Oaxaca, à l'autre extrémité de l'isthme, en est la porte d'entrée sud. Coatzacoalcos a fait l'objet, essentiellement au XIXe siècle, de projets de canaux destinés à la traversée de l'isthme, projets qui furent concurrents au Canal de Panama. Seuls une route et une voie de chemin de fer, le Ferrocarril del Istmo de Tehuantepec, seront finalement construits,.
La ville de Coatzacoalcos et sa municipalité, avec celles de Ixhuatlán del Sureste et Nanchital de Lázaro Cárdenas del Río, font partie de la « Zona metropolitana de Coatzacoalcos », dans un même espace de conurbation.

## Histoire

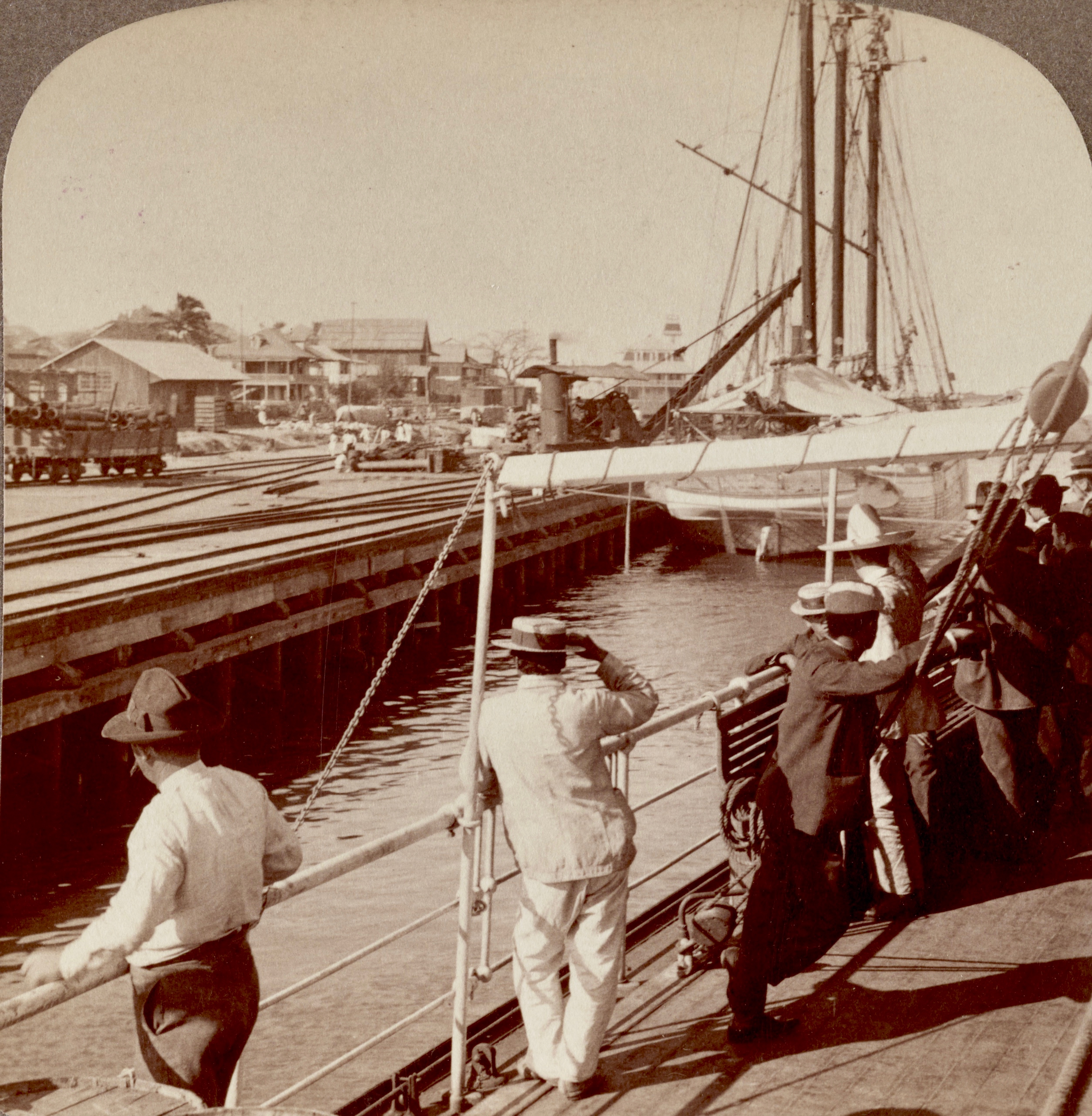
Port de Coatzacoalcos en 1907, après son inauguration

Cette ville fut prise en 1522 par le conquistador Gonzalo de Sandoval, lequel fut nommé premier gouverneur de cette juridiction. Il fit attribuer des parcelles de terre aux colons espagnols, mais cela ne fut pas accepté par les indiens qui se révoltèrent alors que Sandoval était parti rejoindre Cortés. Cette révolte fut réprimée. Lors de sa fondation par les espagnols en 1522, la ville est nommée Villa del Espíritu Santo.
À partir de 1881, la ville devient le chef-lieu de la municipalité de Caotzacoalcos, qui est créée la même année par décret.
Au début du XXe siècle, en parallèle à la construction du chemin de fer permettant la traversée de l'isthme de Tehuantepec, un port en eau profonde fut aménagé à l'embouchure du Río Coatzacoalcos. Il fallut pour cela creuser un chenal à travers la barre maritime séparant l'embouchure du fleuve des eaux profondes du golfe du Mexique. Ces travaux furent effectués sous la direction de l'homme d'affaires britannique Weetman Pearson, et de son entreprise familiale S. Pearson & Son ; l'inauguration de l'ensemble eut lieu en 1907, en présence du président Porfirio Díaz. La ville prend alors le nom de Puerto Mexico, jusqu'en 1936, où elle reprend son nom d'origine.
Lors de la Révolution mexicaine et de la guerre civile qu'elle déclenche, Victoriano Huerta, qui fait face aux troupes de Venustiano Carranza, est contraint à la démission et à l'exil. Il quitte le pays en juillet 1914 en embarquant à Coatzacoalcos[lire en ligne].

## Éducation
La ville abrite l'un des cinq campus de l'Université de Veracruz.

## Économie

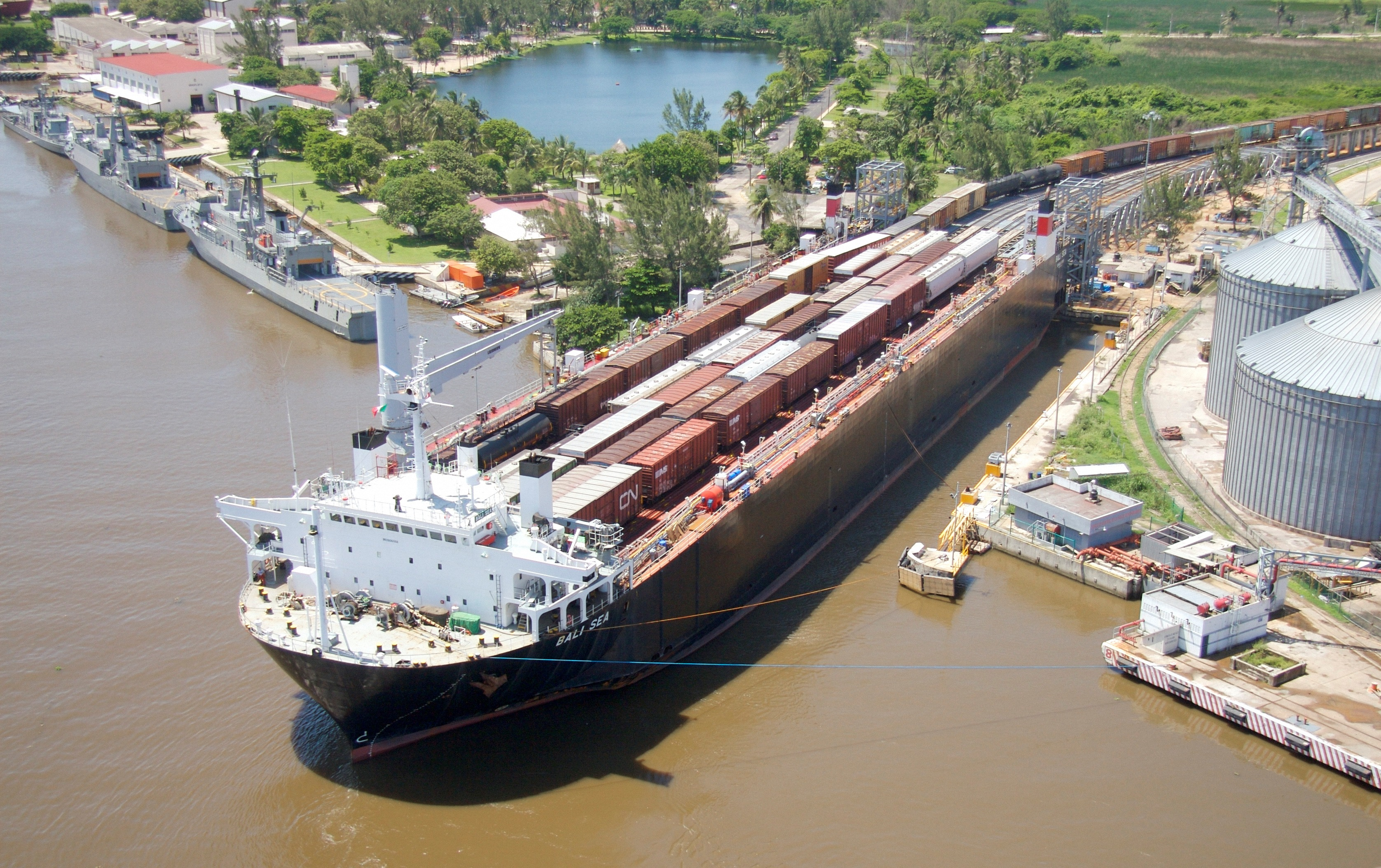
Porte-conteneurs dans le port de Coatzacoalcos, au point d'intermodalité avec le chemin de fer.

Elle constitue, avec Las Choapas, Cosoleacaque et Minatitlán, une agglomération industrielle (pétrochimie) de plus de 600 000 habitants. La ville comprend un port important, fondé en 1825, par décret fédéral. Établi dans l'embouchure de la rivière Coatzacoalcos, celui-ci n'a cessé d'évoluer depuis, jusqu'à pouvoir accueillir des cargos de plus de trois millions de tonnes.
Le port est subdivisé en deux parties : un port-franc localisé sur la rive ouest du fleuve, et le port pétrolier de Pajaritos, appartenant à la compagnie Pemex. Ce dernier est le principal port pétrolier du Mexique. Outre le pétrole, ces exportations concernent aussi le sulfure et les fruits tropicaux.
Le port franc de Coatzacoalcos possède un tirant d'eau de 11,9 mètres, permettant d'accueillir des navires d'une longueur maximale de 247 mètres, pour une capacité maximale de 115 577 tonnes.
Le terminal pétrolier de Pajaritos possède lui un tirant d'eau de 14,9 mètres, permettant d'accueillir des navires d'une longueur maximale de 246,8 mètres, pour une capacité maximale de 115 577 tonnes.
Enfin, Coatzacoalcos possède un chantier naval, géré par la compagnie Astilleros de la Secretaría de Marina (es). Selon la classification de la « direction générale des constructions navales », il est dénommé ASTIMAR 3.

## Transports
Un chemin de fer y a été construit entre décembre 1899 et janvier 1907, permettant ainsi la traversée de l'Isthme de Tehuantepec, entre Coatzacoalcos et Salina Cruz, localité située dans le golfe de Tehuantepec, sur la façade Pacifique. Cette ligne est gérée aujourd'hui par la compagnie Ferrocarril del Istmo de Tehuantepec. Cette ligne sert également au trafic de marchandises entre les ports de Coatzacoalcos et de Salina Cruz, permettant ainsi d'assurer l'intermodalité du fret entre les deux océans Atlantique et Pacifique. Deux autres lignes permettent de relier Coatzacoalcos à Veracruz, et Coatzacoalcos à la municipalité de Palenque, dans l'État du Chiapas. Elles sont gérées par la compagnie d'État Ferrocarril Coatzacoalcos-Palenque (es).
La ville est desservie par l'aéroport international de Minatitlán, établi à mi-chemin entre les villes de Minatitlán et de Coatzacoalcos, et dont la ville de Coatzacoalcos est distante de 15,8 kilomètres. Il est desservi par une route reliant ces deux localités. Cet aéroport est géré par le groupe ASUR.